# Siegmund Erben
Siegmund Erben (ur. 25 kwietnia 1863 w Neutra, zm. 12 grudnia 1942 w KL Theresienstadt) – austriacki lekarz neurolog i internista, radca dworu (Hofrat). Opisał objaw, znany w literaturze medycznej jako objaw Erbena.
Studiował medycynę na Uniwersytecie Wiedeńskim, studia ukończył w 1886. Był uczniem Meynerta, Nothnagela, Kahlera i Krausa. Habilitował się w 1901 i pracował jako Privatdozent chorób wewnętrznych na Uniwersytecie Wiedeńskim. Od 1912 profesor nadzwyczajny.
Przewieziony transportem IV/13 z Wiednia do Terezina w październiku 1942, zmarł w tamtejszym obozie koncentracyjnym 12 grudnia tego roku

## Wybrane prace
- Neue Beiträge zur Kenntniss der Reflexe. Wiener medizinische Wochenschrift (1890)
- Ueber die Leitungsbahnen der Reflexe und den Ort der Reflexübertragung (1897)
- Ischias skoliotica (Skoliosis neuralgica). Eine kritische Studie. Wien-Leipzig: W. Braumüller, 1897
- Klinische Untersuchungen über Muskelrheumatismus (Nackerschmerz, Kreuzschmerz). Wien-Leipzig: W. Braumüller, 1898
- Ueber ein Pulsphänomen bei Neurasthenikern. Wiener klinische Wochenschrift 11, ss. 429; 577 (1898)
- Zur Histologie und Pathologie der inseltörmigen Sklerose. Neurologisches Centralblatt 17, ss. 626-635 (1898)
- Schüttelparoxysmen bei einem Kranken mit chronischem Mercurialismus. Aerztliche Central-Zeitung 12, s. 297 (1900)
- Ueber Simulation von Nervensymptomen. Wiener medizinische Presse 42, ss. 1185-1192 (1901)
- Gaumenlähmung. Wiener klinische Rundschau 16, s. 300 (1902)
- Quecksilberzittern. Wiener medizinische Wochenschrift 52, ss. 693-697 (1902)
- Zuckerkandl E, Erben S. Zur Physiologie der willkürlichen Bewegungen; über die Lage der Schwerlinie zur Achse des Kniegelenks beim Aufrechtstehen. Wiener klinische Wochenschrift 16, ss. 642-644 (1903)
- Ueber die geläufigste Form der traumatischen Neurose. Wiener medizinische Wochenschrift 54, ss. 205-211 (1904)
- Untersuchung einer linksseitigen Körperlähmung mit gleichseitiger Hemianästhesie bei einem Simulanten. Zentralbl. f. phys. Therap. u. Unfallh. 1, ss. 289-292 (1904)
- Armlähmung. Wiener medizinische Presse 47, ss. 621-624 (1906)
- Zwei Kranke mit Armlähmung. Mitteilungen der Gesellschaft für innere Medizin und Kinderheilkunde in Wien 5, s. 104 (1906)
- Ein Phthisiker mit myotonischer Symptomengruppe. Wiener medizinische Wochenschrift 60, ss. 2609-2612 (1910)
- Drei Kranke mit Tetanie. Wiener klinische Wochenschrift 25, ss. 727 (1912)
- Ueber traumatische Neurosen. (1924)
- Ueber Morphinismus und Kokainismus. Zeitschrift für ärztliche Fortbildung (1925)
- Ueber Simulation von Kreuzschmerzen (1932)
- Rheumatische Schmerzen und ihre diagnostische Deutung. (1933)
- Ueber Erektionsschwäche. Wiener medizinische Wochenschrift 84, ss. 677-80 (1934)